# Lift a Sail (álbum)
Lift a Sail (en español: Levante una vela) es el noveno Álbum de estudio de la banda estadounidense Yellowcard. Fue lanzado el 7 de octubre de 2014, a través de su nuevo sello, Razor & Tie. Este es el primer álbum de la banda en el que no habrá participación del baterista  Longineu W. "LP" Parsons III, quien dejó la banda en marzo de 2014.

## Lista de canciones
Todas las canciones escritas por Ryan Key excepto donde no se indique

| N.º | Título                                                     | Duración |  |
| 1.  | «Convocation»                                              | 1:55     |  |
| 2.  | «Transmission Home»                                        | 4:18     |  |
| 3.  | «Crash the Gates»                                          | 3:20     |  |
| 4.  | «Make Me So»                                               | 3:11     |  |
| 5.  | «One Bedroom»                                              | 4:35     |  |
| 6.  | «Fragile and Dear»                                         | 4:04     |  |
| 7.  | «Illuminate»                                               | 4:06     |  |
| 8.  | «Madrid»                                                   | 2:07     |  |
| 9.  | «The Deepest Well» (con Matty Mullins de Memphis May Fire) | 3:57     |  |
| 10. | «Lift a Sail»                                              | 3:55     |  |
| 11. | «MSK»                                                      | 3:46     |  |
| 12. | «My Mountain»                                              | 3:59     |  |
| 13. | «California»                                               | 4:11     |  |

Japonese Bonus Track

| N.º | Título    | Duración |  |
| 11. | «In Time» | 3:31     |  |

## Personal
| - Ryan Key – voz, guitarra rítmica - Sean Mackin – violín, coros, mandolina en "Telescope" - Ryan Mendez – guitarra líder, coros - Josh Portman – bajo - Nate Young – batería, percusión - Diana Wade – viola - Joann Whang – chelo - Matty Mullins - vocalista invitado en "The Deepest Well" | - Neal Avron - productor discográfico, mezclas, programación - Ted Jensen - mastering - Erich Talaba - ingeniero, productor y mezclas en "In Time" - De Scott Skrzynski - ingeniero asistente - Wil Anspach - ingeniero asistente ilustraciones - William McMillin - arte de la cubierta del álbum |